# Maria Amaral
Maria Amélia Bastos Amaral foi uma aviadora portuguesa. À idade de vinte e seis anos, foi a primeira mulher a obter uma licença de pilotagem numa organização civil de aviação em Portugal, facto que ocorreu no dia 22 de junho de 1937.